# Kalcium-jodát
A kalcium-jodát szervetlen ionvegyület, képlete Ca(IO3)2. Két jodátion és egy kalciumion alkotja. Oxidálószer. Kenőcsökben, krémekben fertőtlenítő- és szagtalanítószerként használják. Hozzáadhatják baromfitakarmányokhoz is jódforrásként. Előállítható kalcium-jodid anódos oxidációjával vagy klórgázt vezetve forró mészbe, melyben előzőleg jódot oldottak.

## Fordítás
Ez a szócikk részben vagy egészben  a   Calcium iodate című angol Wikipédia-szócikk ezen változatának fordításán alapul.  Az eredeti cikk szerkesztőit annak laptörténete sorolja fel. Ez a jelzés csupán a megfogalmazás eredetét és a szerzői jogokat jelzi, nem szolgál a cikkben szereplő információk forrásmegjelöléseként.